# Annie Wang
Annie Wang est une joueuse d'échecs américaine née le 18 mai 2002. Elle a le titre de grand maître international féminin et de maître international (titre mixte) depuis 2019.
Au 1er novembre 2019, elle est la cinquième joueuse américaine et la 80e joueuse mondiale avec un classement Elo de 2 383 points.

## Biographie et carrière
Annie Wang a remporté la médaille d'or au championnat du monde féminin des moins de 16 ans en 2017. 